# Richard Ryder (1766–1832)
Richard Ryder (ur. 5 lipca 1766, zm. 18 września 1832) – brytyjski polityk związany ze stronnictwem torysów.
Był młodszym synem Nathaniela Rydera, 1. barona Harrowby, i Elizabeth Terrick, córki wielebnego Richarda Terricka. Jego starszym bratem był Dudley Ryder, 1. hrabia Harrowby. Richard odebrał wykształcenie w Harrow School oraz w St John’s College na Uniwersytecie Cambridge. Studia ukończył z tytułem magistra sztuk w 1787 r. 
Rok po ukończeniu studiów Ryder rozpoczął pracę w Lincoln’s Inn, a w 1791 r. został powołany do tej korporacji. W 1812 r. został ławnikiem Lincoln’s Inn, a w 1819 r. skarbnikiem korporacji. W latach 1804–1807 sprawował sądy w hrabstwach Carmarthenshire, Pembrokeshire i Cardiganshire.
W latach 1795–1830 reprezentował w Izbie Gmin okręg wyborczy Tiverton. W 1807 r. został lordem komisarzem skarbu. W latach 1809–1812 był ministrem spraw wewnętrznych w rządzie Spencera Percevala.